# Stazione di Resana
Stazione di Resana vasútállomás Olaszországban, Veneto régióban, Resana településen.

## Vasútvonalak
Az állomást az alábbi vasútvonalak érintik:
- Trento–Velence-vasútvonal

## Kapcsolódó állomások
A vasútállomáshoz az alábbi állomások vannak a legközelebb: 
- Stazione di Piombino Dese (Stazione di Venezia Santa Lucia)
- Stazione di Castelfranco Veneto (Stazione di Trento)